# Nundines
Les nundines, en latin nundinae (de novem « neuf » et dies « jour »), étaient l'appellation des jours de marché dans la Rome antique, qui, dans le calendrier romain revenaient tous les neuvièmes jours. Les Romains comptaient les intervalles de temps en incluant le jour entamé qui suivait la période écoulée et parlaient donc du neuvième jour pour indiquer un intervalle de huit jours complets. Nous pensons de la même manière dans les phrases « dans neuf jours » ou « le neuvième jour » mais nous n'avons pas substantivé la période des huit jours pleins avec un nom dérivant de la racine « neuf ». Ce cycle de huit jours s'est superposé au calendrier officiel qui, selon les mois (28 ou 29, 30, 31 jours pleins), avaient des périodes irrégulières entre les Calendes et les Nones (3 ou 5 jours pleins), entre les Nones et les Ides (7 jours pleins dans tous les cas) et entre les Ides et les Calendes (15, 16, 17 ou 18 jours pleins) selon les mois. 
En fait les nundines se représentaient constamment après huit jours révolus. Nundinae et nonae, qui ont la même étymologie, devaient avoir au début le même sens : la distinction des deux termes se fit plus tard, lorsque les nones devinrent un jour particulier et unique du mois, le neuvième avant les ides. La période se composait, pour nous, de sept jours pleins avant les Ides et du jour des Ides (en fait, le de la même manière que pour les nundines, le jour des Ides était le « le neuvième jour »).

## Origines
Macrobe a gardé le souvenir d'une ancienne divinité latine appelée Nundina, qui présidait au jour où l'on purifiait les jeunes enfants et où on leur donnait un nom, le neuvième après la naissance pour les garçons, le huitième pour les filles.
Le plus ancien texte qui mentionne les nundines est un passage de la loi des Douze Tables cité par Aulu-Gelle. La tradition attribuait aux Étrusques l'institution des semaines de huit jours, tandis qu'au contraire il y avait chez les Sabins, jusqu'au temps de l'Empire, une semaine de sept jours. Les nundines auraient été introduites à Rome, d'après certains érudits anciens, par Romulus, d'après d'autres par Servius Tullius ou par les premiers consuls.
Elles furent établies pour que les habitants de la campagne pussent par intervalles se rendre à la ville et y prendre soin de leurs intérêts. Elles étaient donc marquées à la fois par un arrêt dans les travaux des champs et par de multiples occupations d'autre nature. Ce jour-là ruraux et citadins échangent leurs produits : le marché a lieu aux nundines, dont il est l'affaire principale et essentielle. La vie ordinaire s'interrompt : les enfants ont congé dans les écoles, les adultes vont aux bains, on se réunit entre amis pour des repas plus somptueux qu'à l'ordinaire. Le dies nundinarum est souvent choisi comme terme assigné à l'exécution d'un engagement ou d'un contrat.

## Les lettres nundinales du calendrier romain

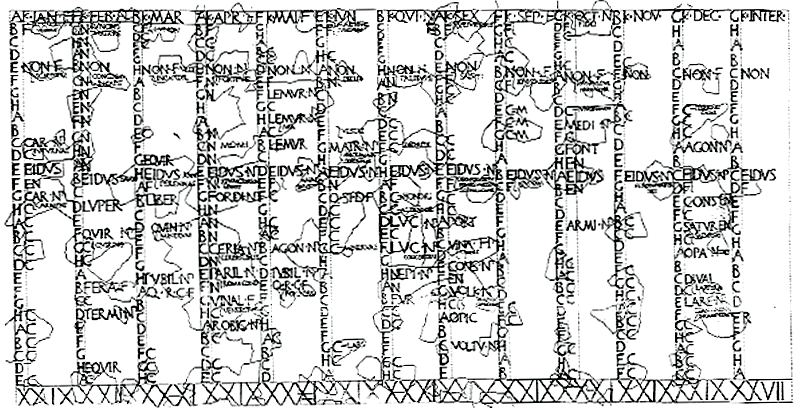
Calendrier romain retrouvé à Antium et daté d'environ 60 av. J.-C. : les lettres nundinales sont indiquées en colonnes verticales pour chaque jour du mois.

L'ancien calendrier romain, que Romulus avait organisé, comprenait dix mois et trois cent quatre jours, c'est-à-dire exactement trente-huit semaines. Dans l'année de douze mois, la division par semaines ne coïncidait plus avec la division par mois : les séries de huit jours se continuaient (comme les semaines modernes) d'un mois sur l'autre et d'une année sur l'autre, sans interruption. Plusieurs hémérologes ou calendriers perpétuels, gravés sur la pierre à la fin de la République et au début de l'Empire, ont été conservés : chaque jour de l'année y est désigné par une lettre qui marque sa place dans la semaine ; les huit premières lettres de l'alphabet, depuis A jusqu'à H, se répètent indéfiniment dans un ordre invariable, à partir du 1er janvier, qui porte toujours la lettre A. Ce mode de notation ne remonte pas au-delà du IIIe siècle av. J.-C., époque où le G fut inséré dans l'alphabet latin. Les premières nundines de chaque année ne tombaient pas huit jours révolus après le 1er janvier, mais huit jours après les dernières nundines du mois de décembre de l'année précédente : elles pouvaient donc être désignées par l'une quelconque des huit premières lettres de l'alphabet, qui qualifiait ensuite toutes les autres nundines de la même année et devenait la « lettre nundinale » de celle-ci.

## Les nundines dans la vie religieuse
Au point de vue religieux, la rencontre des nundines avec les calendes de janvier ou avec les nones de n'importe quel mois passait pour funeste et de mauvais augure. Les pontifes devaient prendre soin qu'elle n'eût pas lieu : ils y parvenaient, grâce au jeu arbitraire des intercalations, qu'autorisait l'imparfaite correspondance de l'année solaire et de l'année civile dans le calendrier attribué aux décemvirs. Même après la réforme de Jules César, les pontifes ajoutèrent encore un jour à l'année 714 de Rome, 40 av. J.-C., pour empêcher que le 1er janvier 715 coïncidât avec les nundines. Ces dernières entraînaient d'ailleurs avec elles des dies atri : Auguste faisait attention à ne jamais entreprendre de voyage le lendemain. Se couper les ongles aux nundines, sans rien dire et en commençant par l'index, était regardé comme un signe fâcheux. Elles étaient marquées par certaines cérémonies particulières : on voyait en elles les dies parentales de Servius Tullius ; d'après Plutarque, elles avaient été consacrées à Saturne ; la religion officielle en tenait compte : aux nundines la flaminica Dialis sacrifiait un bélier à Jupiter dans la Regia. On ne savait pas cependant si l'on devait les tenir pour de véritables feriae. Au temps de Varron, les pontifes consultés se prononcèrent pour la négative, mais plusieurs érudits romains, dont Macrobe nous rapporte le témoignage, étaient d'un avis opposé. D'après Titius, cité aussi par Macrobe, les nundines étaient simplement des dies sollemnes. Ces divergences venaient, selon Macrobe, de ce que les nundines, d'abord néfastes, avaient été déclarées fastes par la loi Hortensia : ceux qui les reconnaissaient comme feriae se référaient à l'état ancien des choses, et ceux qui leur refusaient ce nom en jugeaient d'après ce qui se passait de leur temps (un jour férié ne pouvait être faste).

## Les nundines dans la vie politique
La lex Hortensia de nundinis ne diffère pas, semble-t-il, de la lex Hortensia de plebiscitis, rendue entre les années -289 et -286, qui accorda aux décisions de la plèbe la même valeur obligatoire et générale qu'aux lois. On ne connaît la loi sur les nundines que par Macrobe : afin de permettre aux ruraux venus à la ville pour le marché de suivre en même temps leurs procès, elle déclara les nundines dies fasti, jours fastes, car le préteur ne pouvait rendre la justice les jours néfastes. On a diversement interprété ce texte : d'après l'opinion la plus répandue, avant la loi Hortensia les nundines, dies nefasti, étaient impropres à la fois aux débats judiciaires et aux comices curiates et centuriates ; il ne fallait pas, disait-on, que le peuple pût être détourné de ses intérêts matériels. En réalité, on voulait surtout par ce moyen écarter des assemblées politiques la plèbe rurale qui affluait à la ville les jours de marché et qui aurait pu obtenir la majorité dans les réunions au détriment de l'aristocratie urbaine. Les tribuns de la plèbe, au contraire, avaient choisi précisément ces mêmes jours pour tenir les concilia plebis : c'est du moins ce que paraissent indiquer Rutilius, au rapport de Macrobe, et Denys d'Halicarnasse. Les ruraux auraient voulu profiter de leur venue à la ville pour agir en justice et assister à toutes les assemblées. La loi Hortensia leur donna pleine satisfaction : les nundines furent proclamées dies fasti, c'est-à-dire aptes à l'exercice de la justice, et dies comitiales, c'est-à-dire aptes à la tenue des comices curiates et centuriates comme des concilia plebis, à moins bien entendu que les jours où elles tombaient ne fussent néfastes pour quelque autre motif. D'après Mommsen, l'effet de la loi aurait été tout différent. Un fragment d'un ouvrage de Jules César, conservé par Macrobe, atteste encore formellement qu'au dernier siècle de la République on ne pouvait tenir de contio ni de comices aux nundines ; la loi Hortensia, en les déclarant fastes, les avait donc réservées spécialement à l'administration de la justice ; elles n'étaient pas dies comitiales ; pour qu'on leur ouvrît aux nundines le tribunal du préteur, les ruraux renoncèrent à demander que l'on réunît ce jour-là les comices ou même leurs propres conciles. Huvelin va plus loin : les textes de Rutilius et de Denys d'Halicarnasse signifient, d'après lui, qu'à l'origine tous les comices et les audiences de justice pouvaient avoir lieu pendant les nundines ; il était naturel qu'un peuple agricole, économe de son temps, eût placé aux jours où il quittait les champs pour vaquer à ses affaires urbaines toutes ses assemblées politiques, judiciaires, commerciales ; la spécialisation n'est venue qu'ensuite ; elle fut consacrée par la loi Hortensia, qui distingua définitivement les jours de marché et d'audience judiciaire des jours de réunion politique.

## Les nundines dans la vie juridique
On appelait internundinum (internundǐnum, -i) ou simplement nundinum, plus tard nundinium, le temps compris entre deux nundines consécutives ; par extension, sous l'Empire, on entendit par nundinum toute époque d'une durée fixe et périodique, en particulier le temps pendant lequel un collège consulaire restait en charge. L'expression trinum nundinum, trinum nundinum ou trinundinum dérive soit de nundines (ce serait une contraction pour trinarum nundinarum), soit plutôt de nundinum. Elle désigne un intervalle de trois nundinum ou trois fois huit jours, qui d'ailleurs ne commence ni ne finit à un jour de marché (si l'hypothèse de M. Huvelin est exacte, il en était autrement à l'origine, avant la loi Hortensia). Le trinundinum jouait un grand rôle dans le droit public et privé de l'époque républicaine. Vingt-quatre jours devaient séparer la convocation d'une assemblée et le vote : cet intervalle était exigé pour toutes les assemblées délibérantes du peuple, même pour les comices par curies ; aucun projet de rogatio ne pouvait être mis aux voix s'il n'avait été proposé et publié trois nundinum à l'avance ; on donnait ainsi aux citoyens le temps d'en prendre connaissance, d'en examiner sans précipitation les avantages et les inconvénients. En 98 av. J.-C., la loi Caecilia Didia rappela encore expressément cette règle ancienne. Lorsqu'elle était violée, le Sénat cassait les votes émis. Le trinundinum devait être observé aussi en matière de jugements et d'élections : la liste sur laquelle les candidats aux magistratures se faisaient inscrire était close au moins trois nundinum avant le jour du vote ; c'est un souvenir d'un ancien usage rappelé par Macrobe : aux premiers temps les candidats se rendaient au marché les jours de nundines et s'exposaient sur un tertre à tous les regards. Dans la procédure de la legislatio per manus injectionem, la loi des Douze Tables ordonnait que le débiteur insolvable fût à trois jours de marché consécutifs extrait de la prison et conduit au comitium ; on proclamait à haute voix le montant de sa dette, dans l'espoir qu'un tiers paierait pour lui la somme qu'il devait et le libérerait ; s'il y a pluralité de créanciers, ceux-ci déclareront quelle part ils réclament sur les biens du débiteur ; tel est du moins le sens que paraissent avoir les mots tertiis nundinis partes secanto, reproduits par Aulu-Gelle. En somme et dans tous les cas, le trinundinum est une mesure de publicité ; il a pour but de faire connaître une décision projetée ou une situation donnée à tous ceux qu'elles intéressent. On comprend qu'une pareille notion soit inséparablement liée à l'idée même des nundines, qui rassemblaient une fois la semaine autour du marché la population entière de la ville et de sa campagne.

## Les nundines dans la vie économique
Au point de vue commercial, les nundines dans la Rome primitive avaient une importance considérable : elles furent les premiers marchés de la cité et longtemps les seuls ; tous les huit jours les campagnards venaient apporter leurs denrées et faire l'emplette des objets usuels qui leur étaient nécessaires. C'est au Forum romain et dans ses environs immédiats, occupés par de nombreuses boutiques, que se concentrait alors, à intervalles réguliers, la vie économique du peuple entier. Plus tard l'accroissement de la population, le développement incessant des besoins et des ressources firent établir, en dehors du Forum romain, sur diverses places particulières, forum ou macellum, des marchés quotidiens. Les nundines cessèrent d'être les grandes foires périodiques de la capitale.

## Usage du mot sous l'Empire
Toutefois le mot prit ou garda un sens dérivé, qui devait perpétuer la mémoire des usages d'autrefois. À la fin de la République et sous l'Empire les nundines ne sont pas seulement les jours de marché, mais encore, dans certains cas de plus en plus fréquents, les marchés eux-mêmes. Cicéron appelle par métaphore la ville de Capoue : nundinas rusticorum « le marché des ruraux de Campanie ». Tite-Live entend par nundines le lieu où l'on vend et l'on achète, à côté des conciliabula, emplacement des réunions politiques. Un titre du Digeste traite de nundinis, un titre du Code de Justinien de nundinis et mercationibus, c'est-à-dire des marchés.
Le jus nundinarum est le droit d'ouvrir et de tenir des marchés à époques fixes dans les villes ou les grands domaines ; il est demandé par les municipalités ou les particuliers, accordé d'abord par le Sénat ou les consuls, ensuite et le plus souvent par l'empereur ou ses légats ; en général, les nundines ont lieu deux fois par mois. De tous les textes qui les concernent, le plus intéressant et le plus explicite est le Senatus consulte de nundinis saltus Beguensis in territorio Casensi, trouvé en Afrique, dans la Byzacène, à Henchir el-Beguer ; il date de l'année 138 : autorisation est donnée à un grand propriétaire, nommé Lucilius Africanus, de créer des nundines tous les mois, le quatrième jour avant les nones et le douzième avant les calendes, et d'y convoquer voisins et étrangers, à condition seulement que les réunions ne causent aucun dommage à personne.
Un forum nundinarium est une place de marché, un oppidum nundinarium une ville où se tiennent des foires. Le mot nundinatio veut dire trafic et le verbe nundinari, faire le commerce. Des inscriptions sont dédiées à Jupiter Nundinarius et à Mercure Nundinator : on honorait en ces divinités les protecteurs des échanges commerciaux et du négoce.

## Source
- « Nundinae », dans Charles Victor Daremberg et Edmond Saglio (dir.), Dictionnaire des Antiquités grecques et romaines, 1877-1919 [détail de l’édition] (lire en ligne) (« quelques transcriptions d'articles », sur mediterranees.net) (accessible en ligne)